# Ровеньковский городской совет
 Ровеньковский городской совет — одна из административно-территориальных единиц в составе Луганской области c центром в городе Ровеньки. Входит в состав Южно-Луганской агломерации. Население — 81 525 чел. (1 января 2019 года). В том числе городское — 78 489 человека, сельское — 3 036 человек.

## Состав
Ровеньки (городской совет) — 81  525 чел. (на 1 января 2019 года) 
- город Ровеньки — 45 898 чел.
  - пос. Ясеновский — 8 957 чел.
  - пос. Любимовка/Дзержинский — 8 630 чел.
  - пос. Новодарьевка — 4 371 чел.
  - пос. Михайловка — 2 779 чел.
  - пос. Кленовый — 2 070 чел.
  - пос. Нагольно-Тарасовка — 2 060 чел.
  - пос. Картушино/Пролетарский — 1 555 чел.
  - пос. Великокаменка — 1 144 чел.
  - пос. Горняк — 771 чел.
  - пос. Тацино — 254 чел.

Всего 1 город, 10 посёлков городского типа, а также сельское население.

## Экономика
Промышленный потенциал города представляют около 30 промышленных предприятий. В структуре выпуска валовой продукции на долю промышленности приходится 100 %, в объёме товарной продукции 95 % составляет угольная промышленность, 5 % — обрабатывающая промышленность.